# Заслав, Нил
Нил Заслав (англ. Neal Zaslaw; р. 28 июня 1939, Грит Нек, Нью-Йорк, США) — американский музыковед, является одним из ведущих знатоков произведений Моцарта.
Родился в городе Нью-Йорк. В 1961 году завершил обучение в Гарвардском университете на уровне B. A., а уровень магистра получил в Джульярдской школе в 1963 году. Он играл на флейте в Американском симфоническом оркестре под руководством Леопольда Стоковски с 1962 по 1965 год. В 1970 году он получил докторскую степень в Колумбийском университете, он также преподавал в Городском университете Нью-Йорка в 1968-1970 годах. С 1970 года преподавал в Университете Корнелла.
Ранние работы Заслава связанные с автентизмом и особенно темпа и украшений в отношении французского и итальянского стилей. Он провёл обширную работу над произведениями Вольфганга Амадея Моцарта, включая работу 1989 года по симфониям. В 1993 году он был назначен главным редактором обновлённого Каталога Кехеля.
В своё время сотрудничал с такими известными музыкантами, как Яап Шредер и Кристофер Хогвуд.

## Работы
- "Materials for the Life and Works of Jean-Marie Leclair L'ainé" (dissertation, Columbia U., 1970)  (англ.)
- with M. Vinquist: "Performance Practice: a Bibliography" (New York, 1971)  (англ.)
- (ed.) "Man & Music:/Music in Society: The Classical Era" (London, 1989)  (англ.)
- "Mozart's Symphonies: Context, Performance Practice, Reception" (Oxford, 1989)  (англ.)
- "The Compleat Mozart: a Guide to the Musical Works" (New York, 1990)  (англ.)
- (ed. with F. M. Fein) "The Mozart Repertory: a Guide for Musicians, Programmers, and Researchers" (Ithaca, NY, 1991)  (англ.)
- (ed.) "Mozart's Piano Concertos: Text, Context, Interpretation" (Ann Arbor, 1996)  (англ.)